# Susanne Wantoch
Susanne Wantoch (* 28. Juli 1912 in Trenčín; † Juli 1959 auf der Raxalpe, heute Rax) war eine österreichische Schriftstellerin. Ihr Werk ist geprägt durch ihr Exil in China.

## Leben
Geboren als Susanne Eisenberger wuchs die spätere sinophile Schriftstellerin in Linz auf. Der Vater war Chemiker, die Mutter arbeitete bei der sozialdemokratischen Tageszeitung Oberösterreichisches Tagblatt. Die Matura legte sie 1930 in Wien ab. 1931 trat sie der Jugendorganisation der Kommunistischen Partei Österreichs, später der KPÖ selbst bei. Mit ihrem Ehemann, dem Arzt Arno Theodor Wantoch, emigrierte sie im November 1938 nach London und schließlich nach Shanghai. Von dort zog das Paar ins Landesinnere weiter und ließ sich in der Provinz Henan nieder. Theodor starb bald darauf krankheitsbedingt. Erst nach dem Krieg kehrte Wantoch nach Österreich zurück. Aus dem modernen China, das sie im Spannungsfeld von Bürgerkrieg und japanischer Okkupation erlebt hatte, schöpfte sie einen Großteil ihrer Themen, so auch für den Roman Nan Lu. Die Stadt der verschlungenen Wege. Dieser erschien 1948 bei Globus, dem Hausverlag der KPÖ, hatte allerdings keinerlei Resonanz, was womöglich auf die kommunisten- sowie judenfeindliche Stimmung in Nachkriegsösterreich zurückzuführen ist. Ab 1947 etablierte sich Wantoch in Wien als Journalistin vor allem für sozialistische und kommunistische Blätter (wie etwa das Österreichische Tagebuch), besonders ab 1952 mit einem Schwerpunkt auf der Filmkritik. Nach der kommunistischen Niederschlagung des Ungarischen Volksaufstands 1956 entfremdete sich Wantoch von der KPÖ und verlor dabei einen Großteil ihrer Einkommensquellen. Sie starb 1959 auf einer Bergwanderung. Da die Todesumstände nie aufgeklärt wurden, besteht nach wie vor keine Einigkeit darüber, ob es sich um einen Unfall oder Selbstmord gehandelt habe.

## Rezeption
- Im Nachgang zur Neuausgabe des China-Romans Nan Lu hat Das Tagebuch Wantochs politisches Gedicht Die Last der Mitschuld wiederabgedruckt. Ursprünglich war es in demselben Organ "nach der Niederschlagung des Ungarnaufstands im Jahr 1956" erschienen.[2]
- Am 15. Oktober 2021 veranstaltete das Literaturhaus Wien eine Lesung aus dem Roman Das Haus in der Brigittastraße.[3]

## Werke
- Nan Lu. Die Stadt der verschlungenen Wege. Eine Erzählung aus dem China von heute. Wien 1948. Neuausgabe u.d.T. Nan Lu. Die Stadt der verschlungenen Wege, hg. und mit einem Nachw. von Tomas Sommadossi. Berlin 2018.
  - Polnisch: Nan Lu, miasto zawiłych dróg. Opowiadanie z życia dzisiejszych Chin. Warschau 1949.
  - Tschechisch: Nan Lu. Prag 1949.
- (Übers.) Hewlett Johnson: Ein Viertel der Menschheit. Chinas neues schöpferisches Zeitalter. Wien 1954. Original: China's New Creative Age. London 1953.
- Das Haus in der Brigittastraße. Roman. Wien 1955.
  - Tschechisch: Dům v Brigittině ulici. Prag 1953.[4]
- 16 Tage im neuen Rumänien. Bericht über die Studienreise einer Gruppe österreichischer Intellektueller durch die Rumänische Volksrepublik. Wien 1955.
- Von Nichts zu Nichts ein eiserner Balkon. Gedichte. Wien 1970.